# Karragullen
Karragullen är en del av en befolkad plats i Australien. Den ligger i kommunen Armadale och delstaten Western Australia, omkring 31 kilometer sydost om delstatshuvudstaden Perth.
Runt Karragullen är det ganska tätbefolkat, med 100 invånare per kvadratkilometer.. Närmaste större samhälle är Armadale, omkring 13 kilometer sydväst om Karragullen. 
I omgivningarna runt Karragullen växer huvudsakligen savannskog. Genomsnittlig årsnederbörd är 951 millimeter. Den regnigaste månaden är september, med i genomsnitt 168 mm nederbörd, och den torraste är februari, med 12 mm nederbörd.